# Rampage (videojuego)
Rampage es un videojuego de arcade del año 1986 desarrollado por la empresa Bally Midway. Los jugadores toman el control de monstruos gigantes tratando de sobrevivir contra los ataques de fuerzas militares. Cada ronda es completada cuando una ciudad en particular queda completamente reducida a escombros. Actualmente, Warner Bros. posee todos los derechos sobre el videojuego mediante la compra de Midway Games.

## Jugabilidad
Hasta tres jugadores simultáneos toman el control de monstruos gigantescos que anteriormente fueron humanos. Los tres protagonistas del juego son George, un gigantesco gorila similar a King Kong transformado por una vitamina experimental, Ralph, un hombre lobo gigante transformado por un aditivo alimentario, y Lizzie, una cocodrilo similar a Godzilla transformada por un lago radioactivo. Como monstruos, los tres necesitan arrasar todos los edificios de una ciudad famosa para avanzar al siguiente nivel, devorar personas y destruir helicópteros, tanques, taxis, autos de policía, barcos y trolebuses en el camino.
George, Ralph y Lizzie pueden trepar por los edificios haciéndolos pedazos en el camino de descenso, que eventualmente los reducirá a escombros. Ellos también pueden golpear y agarrar personas, devorándolas como alimento. El monstruo del jugador recibe daño de balas enemigas, cartuchos de dinamita, proyectiles, golpes de otros monstruos y caídas. El daño se recupera comiendo diversos alimentos como frutas, pollo asado o incluso soldados. Si un monstruo sufre demasiado daño, se convertirá en una persona desnuda y comenzará a caminar lateralmente hacia la pantalla, cubriéndose con sus manos (en ese estado, puede ser devorado por otro monstruo). Si el jugador continúa, el humano vuelve a convertirse en monstruo o (si salió de la pantalla) vuela en un dirigible (pero ha perdido su puntuación), con una barra de vida llena.
Romper ventanas abiertas generalmente revela un elemento o persona de interés, que puede ser útil o dañina. Los artículos útiles incluyen comida o dinero, mientras que los peligrosos incluyen bombas, aparatos eléctricos y cigarrillos. Algunos artículos pueden ser ambos; por ejemplo, una tostadora es peligrosa hasta que la tostada aparece, y un fotógrafo debe ser devorado rápidamente antes de deslumbrar al monstruo del jugador con el flash de su cámara, haciendo que caiga. Cuando un civil está presente en una ventana, agitando sus manos en señal de ayuda, los puntos de un jugador aumentan rápidamente cuando la persona es agarrada. Cada monstruo solo puede sostener un tipo de persona: George puede sostener mujeres, Ralph puede sostener hombres de negocios y Lizzie puede sostener hombres de mediana edad.
Rampage se desarrolla en 128 días en distintas ciudades de los Estados Unidos. El juego comienza en Peoria, Illinois y termina en Plano, Illinois. En Plano, los jugadores reciben un "bono mega vitamínico" que cura a los tres monstruos y proporciona un gran bono de puntos. Después de esto, el ciclo de ciudades se repite cinco veces. Después de 768 días, el juego se restablece en el primer día.
Algunas versiones iniciales del juego comienzan en San José, California y terminan en Los Ángeles, California. George, Ralph y Lizzie viajan a través de dos provincias canadienses y 43 estados de los Estados Unidos. Solo se salvan Connecticut, Delaware, Misisipi, Nuevo Hampshire, Rhode Island, Carolina del Sur y Vermont.

## Desarrollo
Los diseñadores principales del juego fueron el artista Brian Colin y el programador Jeff Nauman. Ninguno de los dos era fanático de los videojuegos arcade en ese momento. Colin concibió Rampage como un juego en el que no había "ninguna forma incorrecta de jugar". Con este fin, él quería evitar los conceptos comunes de videojuego de tener un objetivo establecido, competir por una alta puntuación y morir. La artista Sharon Perry, el probador de juegos Jim Belt y el compositor Michael Bartlow ayudaron a desarrollar el juego. El objetivo del juego de destruir rascacielos se creó porque los desarrolladores solo podían mover formas rectangulares en el fondo. Los desarrolladores tuvieron que trabajar dentro de las limitaciones técnicas del momento: las ciudades son en gran parte idénticas en apariencia, George y Ralph tienen la misma paleta y cambio de cabeza de personaje, y el efecto de polvo de los edificios desmoronándose ocultan una animación falsa. El desarrollo y lanzamiento del juego languideció cuando la gerencia no estaba convencida del concepto inusual del juego de convertir a los jugadores en monstruos para destruir ciudades, pero retomó después de que se instaló una nueva administración en la empresa. Después del lanzamiento de Rampage, se agregaron niveles adicionales para hacerlo más difícil.

## Lanzamiento y puertos
El juego fue lanzado para máquinas recreativas en 1986. Brian Colin promovió el juego a través de un comunicado de prensa enviado a medios locales en cada una de las ciudades mencionadas en el juego; el comunicado de prensa tomó la forma de un memorando no oficial de Midway Games que establecía que su ciudad estaba "destinada a la destrucción".
Rampage fue portado a Apple II, Atari 2600, Atari 7800, Atari de 8 bits, Atari ST, AmigaOS, Nintendo 64, MS-DOS/IBM PC, ZX Spectrum, Amstrad CPC, NES y Master System. La versión de Atari Lynx agrega un cuarto personaje especial llamado Larry, una rata gigante. La versión de NES excluye a Ralph, reduciendo la cantidad de monstruos a dos. En 1997, Tiger Electronics lanzó una versión de mano del LCD del juego. En 2017, Basic Fun lanzó un mini puerto arcade de la versión NES del juego con Ralph añadido nuevamente. Este fue el décimo de su línea de arcades clásicos.
La versión arcade original de Rampage fue incluida en varias compilaciones. En 1999, fue incluida en un Arcade Party Pak para PlayStation. En 2003, fue incluido en el Midway Arcade Treasures, una compilación de juegos arcade para Nintendo, Nintendo GameCube, PlayStation 2 y Xbox. En 2005, fue incluido en el Midway Arcade Treasures: Extended Play para PlayStation Portable. En 2006, fue una función de bonificación en Rampage: Total Destruction. En 2012, fue incluido en la compilación de Midway Arcade Origins.
El juego también fue desbloqueable en el videojuego de 2015, Lego Dimensions. En ese juego, una versión humana de George aparece en una de las misiones secundarias. En el nivel del juego, Midway Arcade World, el jugador lo ayuda a destrozar el área y protegerlo de los civiles para obtener una puntuación más alta que Ralph y Lizzie.
En julio de 2000, Midway Games licencia a Rampage, junto con otros juegos de Williams Electronics, a Adobe Shockwave para su uso en un applet en línea para demostrar el poder de su plataforma de contenido web, titulada Shockwave Arcade Collection. La conversión fue creada por Digital Eclipse. Rampage también fue portado a iOS como parte de la aplicación arcade de Midway Games.
A diferencia del juego arcade original, la mayoría de los puertos de origen (como las versiones de NES, Sega y Atari Lynx) en realidad terminan, en lugar de repetir niveles interminablemente. El puerto Amstrad CPC (publicado por Activision) tiene música en el juego sacada desde el nivel del sótano del videojuego arcade, Trojan. Aunque Trojan nunca fue portado al Amstrad, se completó una versión final para el ZX Spectrum por Clive Townsend e iba a ser lanzado por Elite Systems, pero nunca fue lanzado oficialmente.

## Recepción
Rampage fue un éxito financiero en las máquinas recreativas, un extraño punto a favor para Midway Games a raíz de la crisis del videojuego de 1983.
Computer Gaming World aprobó la adaptación del Rampage de MS-DOS, especialmente para aquellos con computadoras más rápidas que la IBM PC y las tarjetas gráficas de EGA. Afirmó que "Rampage es una prueba de que los juegos de IMB pueden competir con otras máquinas en la ejecución de un software de entretenimiento".
La revista CVG revisó la versión del juego de Atari Lynx en su edición de marzo de 1991, otorgándole una puntuación de 60 sobre 100.

## Legado
En 2012, Walt Disney Animation Studios nombró al personaje principal de su película Wreck-It Ralph en honor del hombre lobo Ralph, ya que como es el villano en su videojuego "Fix-It Felix Jr.", su trabajo es destruir un edificio para que el héroe, Félix, pueda reparar el daño.

### Secuelas
Aproximadamente una década después del lanzamiento del juego, se lanzó un segundo juego arcade titulado Rampage World Tour, desarrollado por Midway Games y los diseñadores originales de Rampage, Brian Colin y Jeff Nauman. El éxito de Rampage World Tour fue seguido por varias secuelas más, incluyendo Rampage 2: Universal Tour, Rampage Through Time y Rampage Puzzle Attack. El último juego de la serie es Rampage: Total Destruction.

### Adaptación cinematográfica
Artículo principal: Rampage (película de 2018)
El 18 de noviembre de 2011 se anunció que una adaptación cinematográfica del juego estaba en desarrollo provisional por New Line Cinema. El 22 de junio de 2015, se anunció que el actor Dwayne Johnson y el productor Beau Flynn estaban vinculados al proyecto. El 22 de julio de 2015 se anunció que el director de San Andreas, Brad Peyton, dirigiría la película. El 20 de julio de 2016, se informó que la producción de la película comenzaría en marzo de 2017. La filmación comenzó oficialmente el 17 de abril de 2017. Rampage fue estrenado el 13 de abril de 2018.